# Aquila (liberto)
Aquila (I secolo a.C. – I secolo a.C.) è stato un letterato romano.
Liberto di Gaio Mecenate, fu colpito dall'opera di Marco Tullio Tirone al punto da arrivare a perfezionarne il metodo stenografico.